# Astyris multilineata
Astyris multilineata är en snäckart som först beskrevs av Dall 1889.  Astyris multilineata ingår i släktet Astyris och familjen Columbellidae. Inga underarter finns listade i Catalogue of Life.